# Palmarés de clubes belgas de futebol
Esta é uma lista dos títulos e troféus conquistados pelos clubes belgas de futebol, a lista inclui as grandes competições nacionais organizadas pela Real Associação Belga de Futebol, sendo essas competições: o Campeonato, a Taça, a Supertaça e a extinta Taça da Liga.
A lista inclui também as competições internacionais organizadas e ou reconhecidas pela FIFA e pela UEFA que são: a Liga dos Campeões da UEFA, Liga Europa da UEFA, Supercopa da UEFA, Liga Conferência Europa da UEFA, Taça dos Clubes Vencedores de Taças, e a Copa do Mundo de Clubes da FIFA.

## Lista
| #    | Clube                       | Competições Nacionais | Competições Nacionais | Competições Nacionais | Competições Nacionais | Competições Internacionais | Competições Internacionais | Competições Internacionais | Total | Último troféu                   |
| #    | Clube                       | Vigentes              | Vigentes              | Vigentes              | Extinta               | Vigentes                   | Vigentes                   | Extinta                    | Total | Último troféu                   |
| #    | Clube                       |                       |                       |                       | TdL                   |                            |                            |                            | Total | Último troféu                   |
| ---- | --------------------------- | --------------------- | --------------------- | --------------------- | --------------------- | -------------------------- | -------------------------- | -------------------------- | ----- | ------------------------------- |
| 1    | RSC Anderlecht              | 34                    | 9                     | 13                    | 3                     | 1                          | 2                          | 2                          | 64    | Supertaça da Bélgica 2017       |
| 2    | Club Brugge KV              | 19                    | 12                    | 18                    | -                     | -                          | -                          | -                          | 49    | Supertaça da Bélgica 2025       |
| 3    | Royal Standard de Liège     | 10                    | 8                     | 4                     | 1                     | -                          | -                          | -                          | 23    | Taça da Bélgica 2017-18         |
| 4    | Royal Union Saint-Gilloise  | 12                    | 3                     | 1                     | -                     | -                          | -                          | -                          | 16    | Campeonato da Bélgica 2024-25   |
| 5    | KRC Genk                    | 4                     | 5                     | 2                     | -                     | -                          | -                          | -                          | 11    | Taça da Bélgica 2020-21         |
| 6    | Royal Antwerp FC            | 5                     | 4                     | 1                     | -                     | -                          | -                          | -                          | 10    | Supertaça da Bélgica 2023       |
| 7    | K Beerschot VAC             | 7                     | 2                     | -                     | -                     | -                          | -                          | -                          | 9     | Taça da Bélgica 1978-79         |
| 8    | YRKV Mechelen               | 4                     | 2                     | -                     | -                     | -                          | 1                          | 1                          | 8     | Taça da Bélgica 2018-19         |
| 9    | K Lierse SK                 | 4                     | 2                     | 2                     | -                     | -                          | -                          | -                          | 8     | Supertaça da Bélgica 1999       |
| 10   | Racing Club de Bruxelles    | 6                     | 1                     | -                     | -                     | -                          | -                          | -                          | 7     | Taça da Bélgica 1911-12         |
| 11   | RFC Liège                   | 5                     | 1                     | -                     | 1                     | -                          | -                          | -                          | 7     | Taça da Bélgica 1989-90         |
| 12   | Daring Club de Bruxelles    | 5                     | 1                     | -                     | -                     | -                          | -                          | -                          | 6     | Campeonato da Bélgica 1936-37   |
| 13   | KSK Beveren                 | 2                     | 2                     | 2                     | -                     | -                          | -                          | -                          | 6     | Supertaça da Bélgica 1984       |
| 14   | KAA Gent                    | 1                     | 4                     | 1                     | -                     | -                          | -                          | -                          | 6     | Taça da Bélgica 2021-22         |
| 15   | Cercle Brugge KSV           | 3                     | 2                     | -                     | -                     | -                          | -                          | -                          | 5     | Taça da Bélgica 1984-85         |
| 16   | SV Zulte Waregem            | -                     | 2                     | 1                     | -                     | -                          | -                          | -                          | 3     | Taça da Bélgica 2016-17         |
| 17   | K Waterschei S.V. Thor Genk | -                     | 2                     | -                     | -                     | -                          | -                          | -                          | 2     | Taça da Bélgica 1981-82         |
| 18   | KSC Lokeren                 | -                     | 2                     | -                     | -                     | -                          | -                          | -                          | 2     | Taça da Bélgica 2013-14         |
| 19   | RWD Molenbeek               | 1                     | -                     | -                     | -                     | -                          | -                          | -                          | 1     | Campeonato da Bélgica 1974-75   |
| 20   | RRC Tournai                 | -                     | 1                     | -                     | -                     | -                          | -                          | -                          | 1     | Taça da Bélgica 1955-56         |
| 21   | KSV Waregem                 | -                     | 1                     | -                     | -                     | -                          | -                          | -                          | 1     | Taça da Bélgica 1973-74         |
| 22   | KVC Westerlo                | -                     | 1                     | -                     | -                     | -                          | -                          | -                          | 1     | Taça da Bélgica 2000-01         |
| 23   | RAA Louvière                | -                     | 1                     | -                     | -                     | -                          | -                          | -                          | 1     | Taça da Bélgica 2002-03         |
| 24   | Germinal Beerschot          | -                     | 1                     | -                     | -                     | -                          | -                          | -                          | 1     | Taça da Bélgica 2004-05         |
| 25   | K Sint-Truiden VV           | -                     | -                     | -                     | 1                     | -                          |                            | -                          | 1     | Taça da Liga da Bélgica 1997-98 |
| 26   | KFC Lommel SK               | -                     | -                     | -                     | 1                     | -                          | -                          | -                          | 1     | Taça da Liga da Bélgica 1998-99 |
| Ref. | Ref.                        | [ 1 ]                 | [ 2 ]                 |                       |                       | [ 3 ]                      | [ 4 ]                      | [ 5 ]                      | -     | -                               |

## Lista dos Atuais Vencedores
| Competição | Competição | Época   | Clube                      | Número de troféus |
| ---------- | ---------- | ------- | -------------------------- | ----------------- |
| Campeonato |            | 2024-25 | Royal Union Saint-Gilloise | 12                |
| Taça       |            | 2024-25 | Club Brugge KV             | 12                |
| Supertaça  |            | 2025    | Club Brugge KV             | 18                |